# Šmihel pri Pliberku
Šmihel pri Pliberku (nemško St. Michael ob Bleiburg) je naselje v Občini Bistrica pri Pliberku v Okraju Velikovec na Koroškem v Avstriji.